# Colomán Trabado
Colomán Trabado Pérez (Vega de Valcarce, León; 2 de enero de 1958) es un atleta, deportista y político español.

## Biografía
Cursó sus estudios en Ponferrada (Colegio Diocesano de San Ignacio). Allí se inició en el deporte. Se trasladó a Madrid con 18 años y cursó estudios de Ciencias de la Actividad Física y el Deporte (Universidad Politécnica de Madrid) durante tres años. Es máster en Gestión Económica por el Instituto de Empresa de Madrid.
Destacó desde muy joven en la práctica deportiva, fue jugador de fútbol de la S.D. Ponferradina en categorías inferiores, aunque su deporte favorito era el atletismo. En 1977 se proclamó campeón de España de 400 m lisos (categoría juvenil) con un crono de 47"90, una de las mejores marcas europeas de su edad. En la categoría de 800 metros, en pista aire libre, destacó como uno de los mejores atletas. Ganó su primer campeonato de España absoluto, en los 800 m lisos, en 1979 y repitió los años 1980, 1981, 1982, 1983 (1500 m lisos), 1984, 1985, 1986, 1987 y 1988. Entre 1977 y 1988 se proclamó más de 20 veces campeón de España.
Además fue entrenador nacional de bádminton y monitor de atletismo. Jugó durante un corto espacio de tiempo en los Madrid Panteras, un equipo de fútbol americano de esta ciudad, ganando dos ligas y jugando la copa de Europa (semifinal). Militó en los equipos: ENDESA de PONFERRADA, R.C.D de LA CORUÑA, F.C BARCELONA y LARIOS de MADRID.
En 1996 recibe la Medalla de Plata de la Real Orden del Mérito Deportivo, otorgada por el Consejo Superior de Deportes. 
En 1997 la Junta de Castilla y León le concede la Medalla al Mérito Deportivo.
En 2019 "Premio a los Valores del Deporte", Observatorio del Deporte de Castilla y León.
En 2019 recibe el premio a los Valores del deporte. "El Observatorio de los Valores del Deporte, esRadio Castilla y León"
Director Promoción y Relaciones Externas de la firma Aguirre y Cía, en la actualidad en excedencia, tras incorporarse a la política. En el año 1996 inicia su carrera política. Nombrado Asesor Ejecutivo del Secretario de Estado para el DEPORTE. Ha sido miembro de la Comisión Antidopaje. En el año 1999 sale elegido Diputado de la Asamblea de Madrid. Es nombrado Presidente de la comisión de Juventud, miembro de la comisión de Educación (portavoz de deportes), Sanidad (portavoz de drogas). Presidente de la comisión de Políticas Integrales para la Discapacidad desde (2007/2015). Vocal de las comisiones de Educación, Vicepresidencia, Telemadrid y portavoz de Deportes. Es cofundador de la ASOCIACIÓN DEPORTE Y VIDA.
Ha sido diputado en la V, VI, VII, VIII y IX legislaturas de la Asamblea de Madrid por el Partido Popular y concejal en Móstoles desde 2015-2019 y junio de 2019-2023.

## Vida personal
En noviembre de 1985 se casó con la gimnasta rítmica Marta Cantón, a quien había conocido en los Juegos Olímpicos de Los Ángeles, aunque posteriormente se separaron.

## Palmarés
Nacional
- Campeón de España de 800 m al Aire Libre: 1979 (1:48.9), 1980 (1:51.3), 1981 (1:48.24), 1982 (1:50.18), 1984 (1:49.10), 1985 (1:48.48), 1986 (1:48.91), 1987 (1:51.89), 1988 (1:49.73).
- Campeón de España de 800 m en Pista Cubierta: 1980 (1:51.4), 1981 (1:49.3), 1982 (1:50.9), 1983 (1:47.92), 1986 (1:52.20), 1987 (1:50.17), 1988 (1:55.44).
- Campeón de España de 1500 Aire libre 1983.

Internacional
- Medalla de Oro Juegos Mundiales de pista Cubierta de París 1985 en 800 m con una marca de 1:47.42
- Medalla de Oro Europeo Pista Cubierta de Budapest 1983 en 800 m con una marca de 1:46.91
- Medalla de Plata Europeo Pista Cubierta Madrid	1986 en 800 m con una marca de 1:49.12
- Medalla de Bronce Campeonato de Europa Pista Cubierta de Milán 1982 en 800 m con una marca de 1:48.35
- Medalla de Oro Campeonato Iberoamericano de México 1988 en 800 m con una marca de 1:47.16
- Meda lla de Bronce en Juegos del Mediterráneo de Casablanca 1983 en 800 m con una marca de 1:52.19
- Primer Puesto Copa de Europa (Primera División) de Praga 1983 en 800 m con una marca de 1:47.28
- Primer Puesto Copa de Europa (Primera División) de Budapest 1985 en 800 m con una marca de 1:47.25
- Cuarto Puesto Copa de Europa (Primera División) de Praga con una marca de 1.47.13

- RECORD del Mundo de 600 ml en Pista Cubierta .(1.17"2)
- RECORD de España de 600 ml en Pista Cubierta.
- RECORD de España de 600 ml AIRE LIBRE. (1.16"7)
- RECORD de España de 800 ml AIRE LIBRE .(1.45"15)
- RECORD de España de 800 ml Pita Cubierta. (1.46"90)

- Participación JJ. OO.
  - Moscú 1980. Eliminado en semifinales tras pasar la primera serie.
  - Los Ángeles 1984. Pasó la primera serie de 800ml (1.46.00), pero se lesionó antes de salir a la carrera de Cuartos.
  - Seúl 1988. Eliminado en las series de cuartos tras pasar la primera ronda.

- Participación en CAMPEONATOS DEL MUNDO.
  - Helsinki 83. 5.º semifinal, con un tiempo. 1.46"85.

- Participación en CAMPEONATOS DE EUROPA P.C.
  - Sindelfingen 80. Finalista 6.º
  - Milán 82 .Medalla de Bronce .1.48.35.
  - Budapest 83 .Medalla de Oro .1.46.90.
  - Atenas 85. Eliminado semifinal.
  - Madrid 86. Medalla de Plata .1.49.12.
  - Lievin 87. Finalista.
  - Budapest 88 .Semifinal.

## Premios, reconocimientos y distinciones
- Medalla de Plata de la Real Orden del Mérito Deportivo, otorgada por el Consejo Superior de Deportes (1996)
- Medalla al Mérito Deportivo de la Junta de Castilla y León (1997)
- Mejor deportista de León del siglo XX otorgado por los Periodistas Veteranos Deportivos de Prensa y Radio de León (2021)